# Universal Religion Chapter 2
Universal Religion Chapter 2 (znana też jako Universal Religion 2004: Live From Armada At Ibiza) -  druga autorska kompilacja z serii Universal Religion, holenderskiego DJ-a, Armina van Buurena. Nagrana została 31 sierpnia 2004 roku, w klubie Amnesia na Ibizie, podczas trwania cyklicznego eventu Armada At Ibiza. Swoją oficjalną premierę miała w 2004 roku. Wydana została przez wytwórnię płytową Armada Music. Wydawnictwo zawiera 14 utworów.

## Lista utworów
1. Synergy – Hello Strings
2. Tilt – the world doesn’t know
3. Lolo – Why?
4. Ridgewalkers – Find (Andy moor mix)
5. Audioholics – External Key
6. Perry O Neil – Waveforce
7. Deepsky – Talk like a stranger (Markus Schulz mix)
8. Probspot – Foreplay
9. Above & Beyond presents Tranquility Base - Surrender
10. Mirco De Govia – Voller Sterne (Super 8 remix)
11. EnMass- CQ (seek you)
12. Active Sight – Out of our lives
13. Signum – The Timelord
14. Armin vs M.i.k.e – Intruder